# Aurel (Vaucluse)
Aurel é uma comuna francesa na região administrativa da Provença-Alpes-Costa Azul, no departamento de Vaucluse. Estende-se por uma área de 28,9 km². Em 2010 a comuna tinha 201 habitantes (densidade: 7 hab./km²).